# Indiana Film Journalists Association Awards 2017

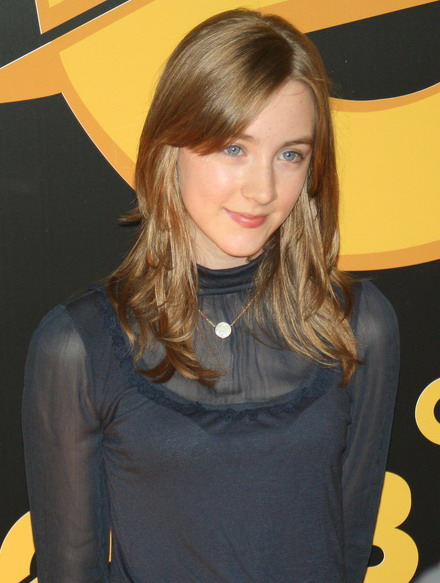
Saoirse Ronan vítězka v kategorii nejlepší herečka v hlavní roli

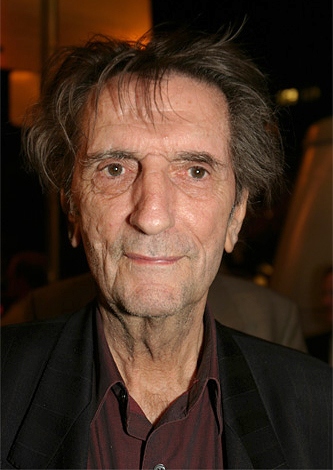
Harry Dean Stanton vítěz v kategorii nejlepší herec v hlavní roli

9. ročník předávání cen asociace Indiana Film Journalists Association se konal dne 18. prosince 2017.

## Vítězové a nominovaní

### Nejlepší film
1. Lady Bird
2. Tvář vody

- Akta Pentagon: Skrytá válka
- Uteč
- Tři billboardy kousek za Ebbingem
- Blade Runner 2049
- Medvěd Brigsby
- Dunkerk
- The Florida Project
- Star Wars: Poslední z Jediů

### Nejlepší režisér
1. Greta Gerwig – Lady Bird
2. Guillermo del Toro – Tvář vody

### Nejlepší adaptovaný scénář
1. Scott Neustadter a Michael H. Weber – The Disaster Artist: Úžasný propadák
2. Hampton Fancher a Michael Green – Blade Runner 2049

### Nejlepší původní scénář
1. Lady Bird – Greta Gerwig
2. Uteč – Jordan Peele

### Nejlepší herec v hlavní roli
1. Harry Dean Stanton – Lucky
2. Gary Oldman – Nejtemnější hodina

### Nejlepší herečka v hlavní roli
1. Saoirse Ronan – Lady Bird
2. Sally Hawkins – Tvář vody

### Nejlepší herec ve vedlejší roli
1. Willem Dafoe – The Florida Project
2. Doug Jones – Tvář vody

### Nejlepší herečka ve vedlejší roli
1. Laurie Metcalf – Lady Bird
2. Allison Janney – Já, Tonya

### Nejlepší dokument
1. Let It Fall: Los Angeles 1982-1992
2. Lyiana

### Nejlepší cizojazyčný film
1. Visages, villages
2. 120 BPM

### Nejlepší animovaný film
1. Coco
2. S láskou Vincent

### Nejlepší skladatel
1. Alexandre Desplat – Tvář vody
2. Benjamin Wallfisch a Hans Zimmer – Blade Runner 2049

### Nejlepší obsazení
1. The Florida Project
2. Akta Pentagon: Skrytá válka

### Nejlepší hlas/zachycení pohybu
1. Andy Serkis – Válka o planetu opic
2. Sean Gunn a Bradley Cooper – Strážci Galaxie Vol. 2